# Debora Seilhamer
Debora Seilhamer (ur. 4 października 1985 w Ponce) – portorykańska siatkarka, grająca na pozycji libero. Obecnie występuje w drużynie Lancheras de Cataño.
Włada dwoma językami: hiszpańskim i angielskim.

## Sukcesy klubowe
Mistrzostwo Portoryko:
- 2012
- 2011

## Sukcesy reprezentacyjne
Puchar Panamerykański:
- 2016
- 2009

Mistrzostwa Ameryki Północnej, Środkowej i Karaibów:
- 2013, 2015

## Nagrody indywidualne
- 2007 - Najlepsza broniąca Igrzysk Panamerykańskich
- 2007 - Najlepsza broniąca Mistrzostw Ameryki Północnej, Środkowej i Karaibów
- 2013 - Najlepsza przyjmująca Mistrzostw Ameryki Północnej, Środkowej i Karaibów